# Książę wielkiego miasta
Książę wielkiego miasta (ang. Prince of the City) – film z 1981 w reżyserii Sidneya Lumeta, opowiadający o oficerze NYPD, który musi ujawnić korupcję, aby samemu nie zostać oskarżonym, na podstawie książki Roberta Daleya. W głównych rolach wystąpili Treat Williams i Jerry Orbach.
Warner Home Video planował wydanie DVD na rok 2007. Sidney Lumet nagrał swój komentarz do tego wydania.